# Halichoeres insularis
Halichoeres insularis är en fiskart som beskrevs av Allen och Robertson 1992. Halichoeres insularis ingår i släktet Halichoeres och familjen läppfiskar. IUCN kategoriserar arten globalt som sårbar. Inga underarter finns listade i Catalogue of Life.